# Titanopsis calcarea
Titanopsis calcarea là một loài thực vật có hoa trong họ Phiên hạnh. Loài này được (Marloth) Schwantes miêu tả khoa học đầu tiên năm 1926.